# Grote grootpooteilandmuis
De grote grootpooteilandmuis (Macrotarsomys ingens)  is een zoogdier uit de familie van de Nesomyidae. De wetenschappelijke naam van de soort werd voor het eerst geldig gepubliceerd door Petter in 1959.

## Voorkomen
De soort komt voor in het noordwesten van Madagaskar.